# 브렌다 스트롱
브렌다 스트롱(Brenda Strong, 1960년 3월 25일 ~ )는 미국의 배우이다.

## 출연 작품

### 드라마
- 위기의 주부들